# Eriprando Visconti
Eriprando Visconti di Modrone Erba, född  24 september 1933  i Milano, död 26 maj 1995 i Castellaro de' Giorgi, var en italiensk filmregissör och manusförfattare. Eriprando Visconti regisserade under sin karriär ett tiotal spelfilmer och var dessutom medregissör för sin farbror Luchino Visconti, Renato Castellani och Francesco Maselli.

## Biografi
Eriprando Visconti valde tidigt samma bana som sin berömde farbror och redan som 20-åring började han sin filmkarriär som farbroderns regiassistent i episodfilmen Siamo donne (1953) och därefter Sinnenas rus. Efter dessa erfarenheter ville han också försöka sig på skådespelande och fick en liten roll i Luciano Emmers Terza liceo (1954). Han kände sig nu mogen att förverkliga ett eget uppslag tillsammans med vännen Francesco Maselli. Visconti skrev manuset och producerade Gli sbandati (1955) som kom att bli Masellis genombrottsfilm som regissör och en startpunkt för flera blivande filmregissörer som var inblandade i projektet.
Efter succén med Gli sbandati gjorde Visconti ett flerårigt uppehåll från filmen och återkom som regiassistent för Renato Castellani vid inspelningen av Stråtrövarna (1961). Visconti regidebuterade följande år som 29-årig veteran inom filmen med Una storia Milanese (1962), en berättelse om ”omöjlig kärlek” där abort, som var ett mycket känsligt ämne i Italien, presenterades som en lösning på en komplicerad livssituation. Viscontis tidigare erfarenhet av samarbete med flera olika filmregissörer resulterade i en film som i alla avseenden var gediget hantverk. Han fick naturligtvis finna sig i att bli jämförd med sin berömde farbror och blev under hela sin karriär aldrig riktigt av med stämpeln som ”Visconti den mindre”. Trots att hans filmer förmenades vara av hög kvalitet var det ingen av dem som kom att karakteriseras som ett mästerverk.
Efter debutfilmen ägnade Visconti sig åt att lära in ett nytt hantverk, dokumentärfilmarens. Hans mest uppmärksammade insats inom det området blev en film om 1960-talets ungdom: Teenage Rebellion (1967), inspelad i USA med en amerikansk producent, Norman T. Herman.
Viscontis intresse för historia kom att prägla hans återkomst till spelfilmen. Den på verkliga händelser löst baserade La monaca di Monza (1969) var en mörk, erotiskt laddad, berättelse om förhållandet mellan en abbedissa och en adelsman som slutar i katastrof för båda. Även Viscontis nästa regiarbete var ett historiskt drama, en filmatisering av Jules Vernes klassiska roman Tsarens kurir. Därefter följde något överraskande två kriminalhistorier. Den första var en thriller, Il vero e il falso (1972), där huvudpersonen är en kvinna som blir oskyldigt anklagad för ett mord som inte ens har ägt rum. Kort därefter följde Viscontis nästa film med mordtema, den närmast dokumentära Il caso Pisciotta (1972), som handlade om den kände sicilianske brottslingen Gaspare Pisciotta. 
Blandat mottagande fick kidnappningsdramat La orca (1976), som blev Viscontis största publiksuccé men samtidigt av kritikerna ansågs vara hans sämsta film, en negativ bottenrankning som dock nästan omgående övertogs av uppföljaren Oedipus orca (1977). Bägge orca-filmerna tillhörde kategorin exploateringsfilm, närmare bestämt underkategorin ”sexploitation”. Av Viscontis senare filmer uppmärksammades den sista, Malamore (1982) som även den innehöll en del nakenscener men var ett kvalitetsmässigt lyft och definitivt inte kunde klassas som en exploateringsfilm. Den fick övervägande positiv kritik i filmpressen trots att den, om än ytligt, berörde den största katastrofen i nationens historia, nämligen slaget vid Caporetto.
Viscontis hälsa försämrades under 1980-talet drastiskt och han tvingades sluta arbeta helt redan 1987. Eriprando Visconti avled 1995 av lungemfysem.